# Movimento Observador Criativo
MOOC ou Movimento Observador Criativo  é uma agência de criação e produtora fundada em 2015, por Cat Tenório, Kevin David, Levis Novaes, Lídia Thays, Louis Rodrigues, Raphael Fidelis, Suyane Ynaya e Vinni Tex. A empresa é notória no âmbito do Brasil e da América Latina.

## História
O Movimento Observador Criativo, anteriormente conhecido como coletivo MOOC, nasceu em Novembro de 2015 com a intenção de criar uma plataforma de publicitários iniciantes. A formação vem da junção dos integrantes dos grupos criativos Catsu Street (que focava em ressignificar o negro no âmbito da moda), Outro Planet (festas de rua e produções audiovisuais), Legvcy (online zine que abordava assuntos sobre lifestyle e criatividade) e Levis Novaes, na época estudante de comunicação.[carece de fontes?]
EM 2016, o MOOC chega à Corazon Filmes, produtora que se especializa no público jovem negro brasileiro. O resultado do ano foi a consultoria e direção do filme Skolors, latinhas de diferentes tons de Skol, em continuação à campanha de verão “Viva a Diferença”.
O MOOC passa a fazer parte do núcleo da Conspiração Filmes como integrantes do time de diretores da produtora com a proposta de trazer um olhar plural aos trabalhos. Em seguida assumiu um trabalho com o Bradesco, que contou com o protagonismo de Elza Soares e Rafaela Silva, celebrando o mês da Consciência Negra.
De acordo com Meio & Mensagem, o MOOC tornou-se, em 2018, um grupo notório no mercado de comunicação. Neste ano, prestaram consultoria para a Faber-Castell na campanha “Caras & Cores” e foram protagonistas do “Hack The City” projeto da FOX Lab com a Intel e o NatGeo.
MOOC passa a fazer parte da FLAGCX フラグ, o maior grupo independente de serviços de comunicação da América Latina, acelerada pelo programa The DAO.
Sua trajetória foi recontada no caderno especial da GQ Brasil, edição de novembro. Entre os trabalhos está o Ads For Equality, uma parceria entre o time Creative Shop (Meta) e MOOC como agência criativa.
Em direção e produção audiovisual, a grande realização da campanha "Histórias que Voam" para o VOA, programa de transformação social da Ambev.